# برمیارد
برمیارد (به انگلیسی: Bromyard) یک شهرک در بریتانیا است که در هرفوردشر واقع شده‌است. برمیارد ۴٬۵۰۰ نفر جمعیت دارد.